# Rivière Shingle
Rivière Shingle är ett vattendrag i Kanada.   Det ligger i provinsen Québec, i den sydöstra delen av landet, 250 km norr om huvudstaden Ottawa. Rivière Shingle ligger vid sjön Passe Shingle.
I omgivningarna runt Rivière Shingle växer i huvudsak blandskog. Trakten runt Rivière Shingle är nära nog obefolkad, med mindre än två invånare per kvadratkilometer.